# Suspensão MacPherson

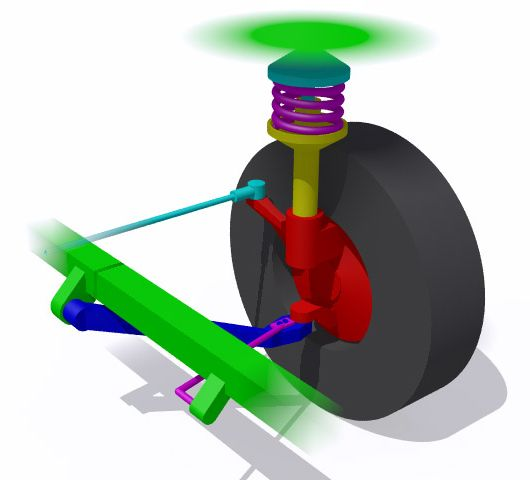
Esquema de uma suspensão MacPherson.

A suspensão MacPherson é um tipo de suspensão automotiva com maior altura, molas helicoidais e amortecedores telescópicos, largamente utilizada na indústria automobilística. Recebe esse nome em homenagem ao seu inventor, Earle S. MacPherson. Embora um veículo possa ter quatro suspensões MacPherson, geralmente essa suspensão é usada apenas no eixo dianteiro.

## História
Earle S. MacPherson foi designado engenheiro chefe da divisão de veículos leves da Chevrolet em 1945, para desenvolver um novo veiculo compacto para o mercado pós guerra. Isso deu origem ao Chevrolet Kadett. Em 1946, três protótipos do design kadett foram produzidos. Estes incorporaram a primeira suspensão independente do tipo MacPherson na dianteira e traseira.